# Волейбол на летней Универсиаде 2017
Соревнования по волейболу на XXIX летней Универсиаде в Тайбэе проходили с 20 по 29 августа 2017 года с участием 22 мужских и 16 женских команд.

## Арены
- Спортивный центр Национального университета Тайваня (вмещает 3200 зрителей)
- Спортивный комплекс Университета китайской культуры (1000)
- Спортивный комплекс Национального Тайваньского педагогического университета (1300)
- Спортивный комплекс Военной академии Китайской Республики (1070)
- Спортивный комплекс Национального университета Цинхуа (800)

## Мужской турнир

### Календарь
| 19.08 | 20.08                | 21.08                | 22.08                | 23.08 | 24.08                | 25.08                | 26.08 | 27.08      | 28.08      | 29.08 | 30.08 |
| ----- | -------------------- | -------------------- | -------------------- | ----- | -------------------- | -------------------- | ----- | ---------- | ---------- | ----- | ----- |
|       | Предварительный этап | Предварительный этап | Предварительный этап |       | Предварительный этап | Предварительный этап |       | 1/4 финала | 1/2 финала | Финал |       |

### Участники
| Группа A - Китайский Тайбэй - Япония - Бразилия - США - Франция | Группа B - Украина - Латвия - Республика Корея - Мексика - Португалия | Группа C - Россия - Чили - Чехия - Австралия - Гонконг - Румыния | Группа D - Аргентина - Иран - Швейцария - Канада - ОАЭ - Кипр |

## Женский турнир

### Календарь
| 19.08 | 20.08 | 21.08                | 22.08                | 23.08                | 24.08 | 25.08      | 26.08      | 27.08 | 28.08 | 29.08 | 30.08 |
| ----- | ----- | -------------------- | -------------------- | -------------------- | ----- | ---------- | ---------- | ----- | ----- | ----- | ----- |
|       |       | Предварительный этап | Предварительный этап | Предварительный этап |       | 1/4 финала | 1/2 финала |       | Финал |       |       |

### Участники
| Группа A - Китайский Тайбэй - Колумбия - Чехия - Франция | Группа B - Украина - Канада - Швейцария - Аргентина | Группа C - Япония - Таиланд - США - Латвия | Группа D - Россия - Бразилия - Финляндия - Мексика |

## Призёры
|         | Золото | Серебро | Бронза |
| Мужчины | Иран Хади Баршан Мохаммадтахер Вади Акбар Валае Гасем Карканех Мохаммадреза Моазен Амирали Мохаммадфатхали Фархад Пирут Пур Армин Ранжбар Мохаммад Фаллах Бехзад Хейдари Шахи Саед Ширудгорбани Али Юсефпур Тренер: Масуд Армат | Россия Евгений Баннов Александр Болдырев Антон Ботин Богдан Гливенко Дмитрий Емельянов Азизбек Исмаилов Вадим Лихошерстов Сергей Никитин Алексей Плужников Владимир Шишкин Леонид Щадилов Дмитрий Щербинин Тренер: Константин Сиденко | Япония Юма Ватанабэ Такахико Имамура Ясунари Кодама Ютака Огихара Кэйсукэ Сакаи Наоя Такано Кения Фудзинака Таити Фукуяма Косукэ Хата Цубаса Хисахара Сёхэй Ямагути Томохиро Ямамото Тренер: Тайдзи Мацуи                   |
| Женщины | Россия Анна Котикова Елизавета Котова Кристина Курносова Наталья Кроткова Ангелина Лазаренко Екатерина Любушкина Наталья Малых Алина Панкова Дарья Рысева Виктория Руссу Светлана Сербина Татьяна Юринская Тренер: Вадим Панков | Япония Мами Ёкота Юка Имамура Ариса Иноуэ Манами Кодзима Харука Маруо Нао Муранага Касуми Нодзима Момока Ода Мика Сибата Аяка Суги Сиори Цукада Мисаки Ямаути Тренер: Масахиро Фудзии                                                 | Украина Юлия Бойко Марина Дегтярёва Дарья Дрозд Екатерина Дудник Анна Ефременко Диана Карпец Анна Кириченко Елена Напалкова Кристина Немцева Екатерина Сильченкова Анастасия Чернуха Татьяна Яцкив Тренер: Андрей Романович |

## Медальный зачёт
| Место | Страна  | Золото | Серебро | Бронза | Всего |
| ----- | ------- | ------ | ------- | ------ | ----- |
| 1     | Россия  | 1      | 1       | 0      | 2     |
| 2     | Иран    | 1      | 0       | 0      | 1     |
| 3     | Япония  | 0      | 1       | 1      | 2     |
| 4     | Украина | 0      | 0       | 1      | 1     |